# تپه اسلام‌آباد کهنه
تپه اسلام‌آباد کهنه مربوط به دوران‌های تاریخی پس از اسلام است و در شهرستان آق قلا، بخش وشمگیر، روستای اسلام‌آباد کهنه واقع شده و این اثر در تاریخ ۱۰ خرداد ۱۳۸۲ با شمارهٔ ثبت ۸۸۲۸ به‌عنوان یکی از آثار ملی ایران به ثبت رسیده است.